# Dominika Witowska
Dominika Witowska (ur. 1 lutego 1995) – polska siatkarka, grająca na pozycji środkowej.
Pochodzi z Rzeszowa.

## Sukcesy klubowe
I liga:
- 2020

Superpuchar Polski:
- 2021

Puchar Polski:
- 2022

Tauron Liga:
- 2022[6]